# Comité Olímpico Checo

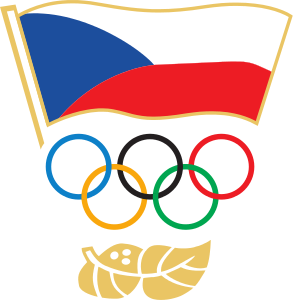
Comité Olímpico Checo

El Comité Olímpico Checo (en checo: Český olympijský výbor, abreviado ČOV) promueve y difunde el Movimiento Olímpico y sus ideales y gestiona la participación checa en los Juegos Olímpicos. Además, coordina la relación con varias organizaciones deportivas internacionales.
Fue fundado el 18 de mayo de 1899, por lo que es uno de los comités olímpicos más antiguos. El presidente actual es Jiří Kejval. Su sede se encuentra en la calle Benešovská 1925/6, en Praga.

## Historia
Un profesor checo de enseñanza secundaria, Jiří Stanislav Guth-Jarkovský, presenció los Juegos Olímpicos de Atenas 1896, los primeros Juegos Olímpicos de la era moderna. A Guth-Jarkovský le entusiasmaron. Y empezó a propagar el Movimiento Olímpico en revistas tanto checas como alemanas.
El 18 de mayo de 1899 fundó el Comité Olímpico Checo junto con otros funcionarios y deportistas. Su propósito era participar en los Juegos Olímpicos de París 1900. Guth-Jarkovský llegó a ser el primer presidente del comité y permaneció en el oficio 30 años. Además fue miembro del Comité Olímpico Internacional.
Después de la Segunda Guerra Mundial se renombró al Comité Olímpico Checoslovaco. Con la división de la República Checa y Eslovaquia en 1993 volvió a retomar su nombre original. Desde ese año es llamado Comité Olímpico Checo.
Durante el siglo XX el Comité Olímpico Internacional se reunió en Praga en dos ocasiones. El Comité Olímpico Checo ha sido presidido por varias personalidades, por ejemplo Věra Čáslavská (entre 1990 y 1996), gimnasta checa que ganó medallas tanto mundiales como olímpicas.

## Actualidad

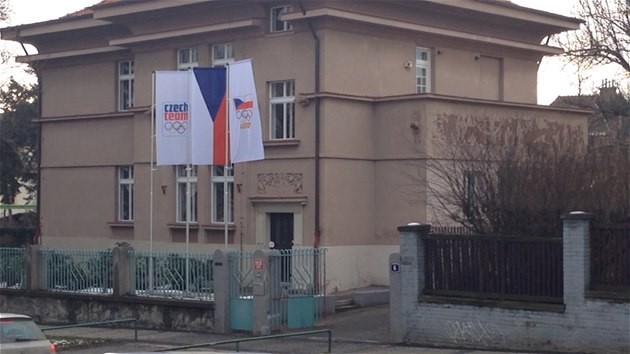
Sede del Comité Olímpico Checo

Hoy en día el Comité Olímpico Checo no solo gestiona la participación checa en los Juegos Olímpicos, sino también intenta mejorar la situación del deporte y su financiación. Ayuda a hacer el deporte accesible para todos mediante varios proyectos. También motiva a la gente para que haga deporte y propaga y difunde las ideas del Juego limpio.
Entre sus proyectos podemos encontrar:
- Juegos Olímpicos de la Juventud – Se organizan con la misma frecuencia que los Juegos Olímpicos habituales. Participan deportistas jóvenes que representan su región de la República Checa. El propósito del evento es darles la oportunidad de aprovechar el ambiente olímpico y obtener experiencia.
- La Fundación Olímpica Checa – La fundación financia el deporte para niños que quieren hacerlo y ser activos, pero la situación económica familiar no lo permite. Cuando uno quiere ser apoyado por la fundación no depende de su talento, sino del interés por hacer deporte. Además, en este proyecto toman parte algunos ganadores de medallas de los Juegos Olímpicos. Suelen quedar con los niños y entrenar con ellos.
- Chequia hace deporte – El proyecto intenta difundir un estilo de vida sano y el amor por el deporte. Contiene varias actividades. Una de ellas bastante popular se llama ‶Pruebas combinadas olímpicas″. Los niños son examinados en las disciplinas atléticas y luego se recomienda el deporte que puede ser más apropiado para ellos. Como embajadores cuentan con deportistas famosos que practican los deportes con los niños. Uno de ellos es Jaromír Jágr, gran personaje y jugador de hockey sobre hielo. Además, el Comité Olímpico Checo fundó una página web con una base de datos de todos los equipos deportivos checos y eventos deportivos que se realizan en la República Checa.
- Los Parques olímpicos – El Comité Olímpico Checo realizó un parque olímpico en Praga durante los Juegos Olímpicos de Sochi de 2014 y cuatro parques olímpicos en Lipno, Ostrava, Pardubice y Plzeň durante los Juegos Olímpicos de Río de Janeiro de 2016. Los checos pudieron disfrutar los Juegos Olímpicos sin pasar las fronteras, apoyar a sus representantes en un ambiente olímpico y, ante todo, probar deportes tanto olímpicos como otros no tan conocidos. También organizó un programa de acompañamiento muy variado (conciertos, teatro, talleres, visitas de deportistas, etc.).

## Premio Jiří Guth-Jarkovský
Desde el año 1934 el comité otorga el Premio Jiří Guth-Jarkovský a deportistas o equipos que han logrado grandes éxitos. En el siglo XX lo ganaron, por ejemplo, Emil Zátopek, Jan Železný o el Movimiento Sokol.
En la actualidad el Premio lo han conseguido Roman Šebrle, Kateřina Neumannová, Martina Sáblíková, Barbora Špotáková, Petra Kvitová, Miroslava Knapková o Zuzana Hejnová, medallistas de los Juegos Olímpicos.